# Герб Великої Цвілі
Герб Вели́кої Цві́лі — офіційний символ села Велика Цвіля Ємільчинського району Житомирської області, затверджений 30 січня 2014 р. рішенням № 199 XXVII сесії Великоцвілянської сільської ради V скликання.

## Опис
Щит чотиричасний, розділений лазуровим нитяним хрестом. На першому зеленому полі срібна церква з куполами. На другому срібному полі чотири лазурові круги (2:2), на які накладено більший червоний круг. На третьому срібному полі зелені ялина та дуб над лазуровою квіткою льону. На четвертому золотому полі чорний буханець хліба у вінку з червоних колосків, перевитих срібним рушничком. Щит обрамований золотим декоративним картушем і увінчаний золотою сільською короною.

## Значення символів
Хрест символізує річки Цвіль та Гать. На честь однієї і було назване поселення. Про давнє походження села свідчить дерев'яна церква в центрі села, збудована в 1761 р. Чотири лазурові пелюстки символізують села Осова, Болярка, Рогівка і Дзержинськ, об'єднані в одну територіальну громаду з центральним селом — Велика Цвіля, яке зображене червоним кругом. Дерева символізують одне з основних багатств краю — хвойні і листяні ліси. Квітка льону символізує льонарські досягнення ланкової Лідії Спиридонівни Сербін, удостоєної звання Героя Соціалістичної Праці. Хлібина — символ Музею хліба, відкритого в місцевій школі 12 квітня 1985 р.
Автор — Надія Василівна Циба.